# Cetonana setosa
Cetonana setosa är en spindelart som först beskrevs av Simon 1897.  Cetonana setosa ingår i släktet Cetonana och familjen flinkspindlar. Inga underarter finns listade i Catalogue of Life.